# Nhóm nhạc nữ
Nhóm nhạc nữ hay nhóm nhạc thiếu nữ là một nhóm nhạc với thành viên là các nữ ca sĩ. Thuật ngữ "nhóm nhạc nữ" cũng được sử dụng theo nghĩa hẹp hơn ở Hoa Kỳ để biểu thị làn sóng các nhóm nữ hát nhạc pop của Hoa Kỳ, nhiều người trong số họ bị ảnh hưởng bởi doo-wop và phát triển mạnh mẽ vào cuối những năm 1950 và đầu những năm 1960 giữa sự suy giảm của nhạc rock and roll ban đầu và bắt đầu cuộc xâm lăng của nước Anh. Các ban nhạc toàn nữ, trong đó các thành viên cũng chơi nhạc cụ, thường được coi là một hiện tượng riêng biệt. Những nhóm này đôi khi được gọi là "ban nhạc nữ" để phân biệt, mặc dù thuật ngữ này không phổ biến.
Với sự ra đời của ngành công nghiệp âm nhạc và phát thanh, một số nhóm nhạc nữ đã nổi lên, chẳng hạn như Andrews Sisters. Cuối những năm 1950 cũng chứng kiến sự xuất hiện của các nhóm nhạc nữ với một số lượng lớn, với 750 nhóm nhạc nữ riêng biệt phát hành các bài hát ra mắt trên bảng xếp hạng âm nhạc của Hoa Kỳ và Anh từ năm 1960 đến năm 1966. Riêng The Supremes đã nắm giữ 12 đĩa đơn quán quân trên Billboard Hot 100 trong thời kỳ đỉnh cao của làn sóng và đã sánh ngang với The Beatles về mức độ nổi tiếng trong suốt phần lớn cuộc xâm lăng của nước Anh.
Trong các thời đại sau này, khuôn mẫu của nhóm nhạc nữ được áp dụng cho các thể loại nhạc disco, R&B đương đại và đồng quê cũng như nhạc pop. Một ngành công nghiệp âm nhạc toàn cầu hóa hơn đã dẫn đến sự phổ biến của nhạc dance-pop, do các hãng thu âm lớn dẫn đầu. Sự nổi lên này, dẫn đầu bởi Hoa Kỳ, Vương quốc Anh, Hàn Quốc và Nhật Bản, đã tạo ra những bài hát nổi tiếng, với 8 nhóm nhạc ra mắt sau năm thập niên 1990 đã bán được hơn 15 triệu bản album của họ. Với Spice Girls, những năm 1990 cũng chứng kiến thị trường mục tiêu của các nhóm nhạc nữ chuyển từ khán giả nam sang nữ ngày càng tăng.

## Lịch sử

### 1990–nay: Thời đại của các nhóm nhạc nữ dance-pop

#### Nhạc R&B và hip hop của Hoa Kỳ
Với sự trỗi dậy của new jack swing, R&B đương đại và hip hop, các nhóm nhạc nữ của Hoa Kỳ như En Vogue, Exposé và Sweet Sensation đều có những đĩa đơn đạt vị trí quán quân trên bảng xếp hạng. Các nhóm nhạc đi theo dòng nhạc này, chẳng hạn như SWV, Xscape, 702, Total, Zhane, Blaque và 3LW đã ra mắt trên bảng xếp hạng Billboard Hot 100 và bảng xếp hạng R&B của Hoa Kỳ. Tuy nhiên, TLC đã đạt được nhiều thành công nhất đối với một nhóm nhạc nữ trong thời kỳ R&B đương đại trở thành xu hướng phổ biến trên toàn cầu. TLC vẫn là nhóm nhạc nữ Hoa Kỳ bán chạy nhất với 65 triệu đĩa được bán ra và album phòng thu thứ hai của họ, CrazySexyCool (1994), vẫn là album bán chạy nhất của một nhóm nhạc nữ tại Hoa Kỳ (chứng nhận Kim cương), với hơn 14 triệu bản. bản được bán ra trên toàn thế giới. Destiny's Child nổi lên vào cuối những năm 1990 và bán được hơn 60 triệu đĩa.
Bất chấp sự nổi tiếng của các nhóm nhạc nữ ở Hoa Kỳ vào giữa những năm 2000, nhóm nhạc nữ và nhóm nhảy The Pussycat Dolls của Hoa Kỳ đã đạt được thành công trên toàn thế giới với các đĩa đơn của họ. Nhóm nhạc nữ Danity Kane cũng trở thành nhóm nhạc nữ đầu tiên trong lịch sử Billboard có 2 album quán quân liên tiếp, với album đầu tay cùng tên (2006) và album thứ hai Welcome to the Dollhouse (2008) đều đứng đầu Billboard 200 của Hoa Kỳ.
Một trường hợp ngoại lệ là nhóm nhạc nữ Fifth Harmony đến từ Miami, được thành lập vào năm 2012 trên chương trình The X Factor của Hoa Kỳ. Họ đã đạt được thành công quốc tế với album đầu tay Reflection, trong đó có bản hit "Worth It".

#### Cuộc xâm lăng thứ hai của nước Anh

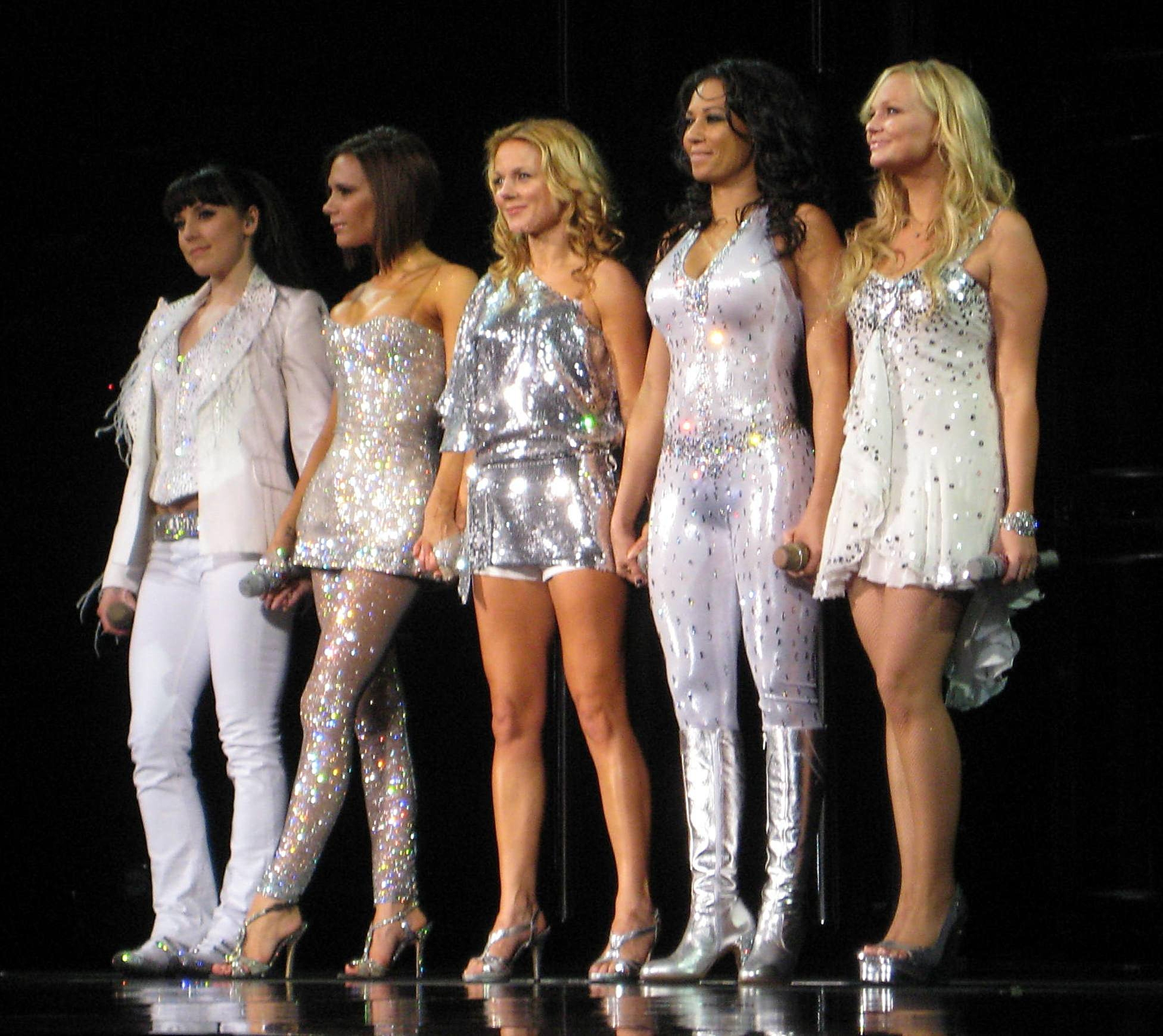
Đột phá vào giữa những năm 1990, Spice Girls trở thành nhóm nhạc nữ bán chạy nhất mọi thời đại.

Vào đầu những năm 1990, nền âm nhạc Anh bị thống trị bởi các nhóm nhạc nam. Nhóm nhạc nữ duy nhất tạo được ảnh hưởng trên các bảng xếp hạng của Anh vào thời điểm đó là Eternal, nhưng ngay cả họ cũng "vẫn không thu hút được nhiều sự chú ý". Giữa sự thống trị của mô hình nhóm nhạc nữ ở Hoa Kỳ, Spice Girls của Vương quốc Anh đã thay đổi tình thế vào giữa những năm 1990, đạt được 10 đĩa đơn quán quân ở Anh và Hoa Kỳ. Với các buổi hòa nhạc, quảng cáo, hàng hóa cháy vé, doanh thu kỷ lục 86 triệu bản trên toàn thế giới, album bán chạy nhất mọi thời đại của một nhóm nữ, và một bộ phim, Spice Girls đã trở thành nhóm nhạc Anh thành công nhất về mặt thương mại kể từ The Beatles. Không giống như những người tiền nhiệm của họ, những người tạo ra nhiều chiến lược bằng cách thu hút người hâm mộ nam mua đĩa, Spice Girls đã định nghĩa lại khái niệm nhóm nhạc nữ bằng cách thu hút một lượng người hâm mộ nữ trẻ tuổi.
Phong trào văn hóa bắt đầu bởi Spice Girls đã tạo ra một loạt các hoạt động tương tự khác, bao gồm bộ trang phục All Saints của Anh-Canada, các nhóm nhạc nữ của Ireland như B*Witched, Atomic Kitten và Honeyz, tất cả đều đạt được những mức độ thành công khác nhau trong suốt thập kỷ. Trong suốt những năm 2000, các nhóm nhạc nữ đến từ Anh vẫn tiếp tục duy trì sự nổi tiếng, với "Sound of the Underground" của Girls Aloud và "Round Round" của Sugababes được gọi là "2 bản hit đột phá lớn", được cho là đã định hình lại nền âm nhạc pop của Anh trong những năm 2000. Các nhóm nhạc nữ của Anh tiếp tục gặt hái thành công trong những năm 2000 và 2010, với những nghệ sĩ như Mis-Teeq, The Saturday, StooShe và nhóm nhạc đầu tiên giành chiến thắng trên chương trình The X Factor phiên bản Anh, Little Mix.

#### Sự xuất hiện của các nhóm nhạc nữ dance-pop ở châu Á
Mặc dù sự xuất hiện của các nghệ thuật tập trung vào dance-pop ở châu Á song song với các đối tác ở Anh của họ trong những năm 1990, các nhóm nhạc nữ ở châu Á vẫn duy trì như một mô hình thành công trong suốt những năm 2010. Nhiều nhóm nhạc nữ trong số này đã luyện tập các điệu nhảy có vũ đạo cao độ với bản nhạc được sản xuất bởi phòng thu âm. 

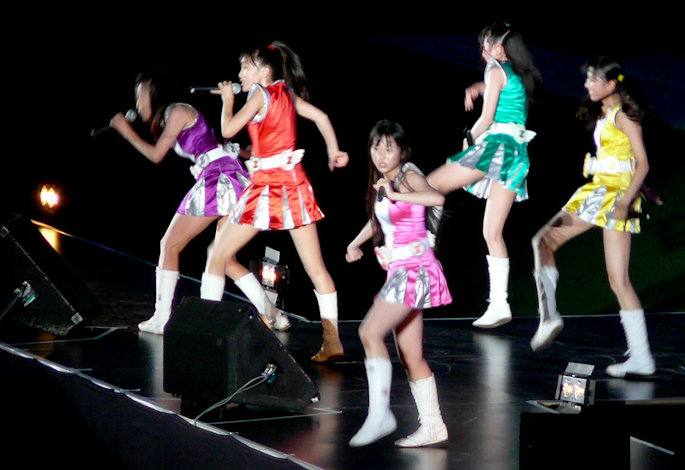
Momoiro Clover Z.

Nhật Bản có thị trường âm nhạc lớn thứ hai trong ngành công nghiệp âm nhạc nói chung và thị trường đĩa thuần lớn nhất trên thế giới, với bảng xếp hạng Oricon Singles Chart được thống trị bởi các nhóm nhạc nữ thần tượng J-pop. Vào cuối những năm 1990, các nhóm nhạc nữ hát/nhảy Speed và Max đã trở nên nổi tiếng ở châu Á, mở đường cho sự thành công của các nhóm nhạc nữ Nhật Bản, chẳng hạn như Morning Musume, AKB48, Perfume và Momoiro Clover Z đã bán được tổng cộng 20 triệu bản ở Nhật Bản trong vòng 3 năm, với Variety gọi họ là "nhóm nhạc nữ hàng đầu Nhật Bản", trong khi Max vẫn giữ kỷ lục nhóm nhạc nữ có nhiều đĩa đơn thứ hai liên tiếp trong top 10 tại Nhật Bản. Morning Musume là một trong những nhóm nhạc nữ thần tượng nhạc pop Nhật Bản thành công nhất và hoạt động lâu nhất tại Nhật Bản và đã bán được hơn 18 triệu bản tại đây. AKB48 đã có đĩa đơn bán chạy nhất trong năm tại quốc gia này trong 6 năm qua. Đội hình của AKB48 cũng đã mở rộng sang các nước châu Á khác. Trong suốt những năm 2010, các nhóm nhạc chị em của AKB48 đã được ra mắt hoặc sẽ ra mắt tại Indonesia, Trung Quốc, Thái Lan, Đài Loan, Philippines, Ấn Độ, Hàn Quốc và Việt Nam. Nhiều nhóm nhạc thần tượng mới đã xuất hiện trong những năm 2010 và tạo ra một tình huống cạnh tranh khốc liệt trong ngành công nghiệp âm nhạc, được gọi là "Idol Sengoku Jidai" (アイドル戦国時代; dịch nôm na là: Kỷ nguyên Thần Tượng Chiến Quốc).

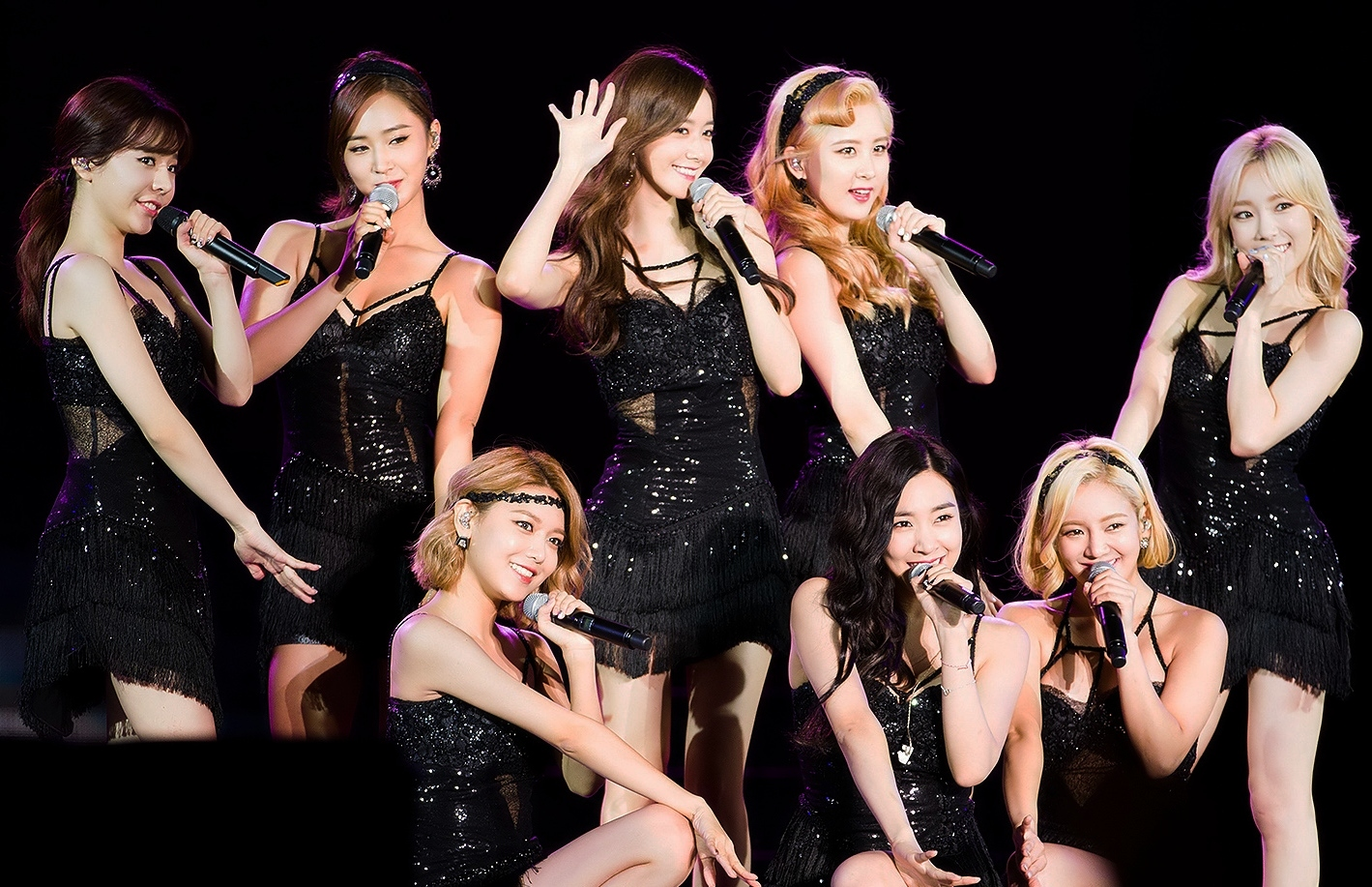
Girls' Generation. Từ trái sang phải, đứng: Sunny, Yuri, Yoona, Seohyun và Taeyeon. Từ trái sang phải, ngồi: Sooyoung, Tiffany và Hyoyeon

Kể từ năm 2009, Hallyu (làn sóng Hàn Quốc) và K-pop ngày càng trở nên quan trọng trong ngành công nghiệp giải trí, với sức ảnh hưởng của nó phá vỡ giới hạn của châu Á và lan sang Trung Đông, Bắc Phi, châu Âu và châu Mỹ. Các nhóm nhạc nữ được coi là một trong những thủ lĩnh của làn sóng "Hallyu" này, với các nhóm nhạc nổi tiếng liên tục đứng đầu Gaon Album Chart. Các nhóm nhạc nữ nổi tiếng của Hàn Quốc bao gồm Girls' Generation, Wonder Girls, Kara, 2NE1, T-ara, f(x), Blackpink, GFriend, Twice và Red Velvet cùng những nhóm nhạc nữ khác. Các nhóm nhạc nữ của Hàn Quốc đặc biệt đạt được nhiều thành tích về doanh số bán nhạc kỹ thuật số, với 7 nghệ sĩ Hàn Quốc chiếm 10 vị trí cao nhất về doanh số bán nhạc kỹ thuật số trong số các nhóm nhạc nữ. Năm 2013, Girls' Generation đã giành được giải thưởng Video của năm tại YouTube Music Awards cho "I Got a Boy". Ảnh hưởng của các nhóm nhạc nữ của Hoa Kỳ không bị mất đi đối với thời đại nghệ sĩ này, vì nhiều nghệ sĩ đã áp dụng sức ảnh hưởng từ hình ảnh thông qua các khái niệm "retro" của họ, chẳng hạn như bản hit quốc tế "Nobody" năm 2008 của Wonder Girls.

## Các nhóm nhạc nữ bán đĩa chạy nhất trên toàn thế giới
Sau đây là danh sách các nhóm nhạc nữ bán đĩa chạy nhất dựa trên doanh số đã được công bố là hơn 20 triệu đĩa.
| Nghệ sĩ             | Quốc tịch      | Số thành viên             | Năm hoạt động                          | Thể loại               | Số album phòng thu | Doanh số    |
| ------------------- | -------------- | ------------------------- | -------------------------------------- | ---------------------- | ------------------ | ----------- |
| Spice Girls         | Vương quốc Anh | 5 → 4 → 5 → 4             | 1994–2000, 2007–2008, 2018–nay (9 năm) | Pop                    | 3                  | 90 triệu    |
| The Andrews Sisters | Hoa Kỳ         | 3                         | 1925–1952, 1954–1967 (40 năm)          | Pop truyền thống/swing | 12                 | 80–90 triệu |
| 2NE1                | Hàn Quốc       | 4 → 3                     | 2009–2017 (8 năm)                      | K-pop                  | 3                  | 66,5 triệu  |
| TLC                 | Hoa Kỳ         | 3 → 2                     | 1991–nay (29 năm)                      | R&B/hip hop            | 5                  | 65 triệu    |
| AKB48               | Nhật Bản       | Luân phiên                | 2005–nay (20 năm)                      | J-pop                  | 8                  | 60 triệu    |
| Destiny's Child     | Hoa Kỳ         | 4 → 3                     | 1997–2006 (9 năm)                      | R&B                    | 5                  | 60 triệu    |
| Little Mix          | Vương quốc Anh | 4 → 3                     | 2011–nay (9 năm)                       | Pop/R&B                | 6                  | 60 triệu    |
| The Pussycat Dolls  | Hoa Kỳ         | 6 → 5                     | 2003–2010, 2019–nay (9 năm)            | Pop/R&B                | 2                  | 55 triệu    |
| Bananarama          | Vương quốc Anh | 3 → 2 → 3 → 2             | 1979–nay (46 năm)                      | Pop                    | 11                 | 40 triệu    |
| The Pointer Sisters | Hoa Kỳ         | 2 → 3 → 4 → 3 → 4         | 1969–nay (56 năm)                      | R&B/soul               | 16                 | 40 triệu    |
| Girls' Generation   | Hàn Quốc       | 9 → 8                     | 2007–nay (13 năm)                      | K-pop                  | 9                  | 34.4 triệu  |
| The Nolans          | Ireland        | 5 → 4 → 5 → 4 → 3 → 2 → 4 | 1974–2009 (35 năm)                     | Pop                    | 23                 | 30 triệu    |
| SWV                 | Hoa Kỳ         | 3                         | 1988–1998, 2005–nay (25 năm)           | R&B                    | 6                  | 25 triệu    |
| En Vogue            | Hoa Kỳ         | 4 → 3                     | 1989–nay (30 năm)                      | R&B                    | 8                  | 20 triệu    |
| Speed               | Nhật Bản       | 4                         | 1996–2000, 2008–2012 (8 năm)           | J-pop                  | 5                  | 20 triệu    |